# 24 Ore del Nürburgring
La 24 Ore del Nürburgring (in tedesco ADAC 24h Rennen Nürburgring) è una gara di durata per vetture Turismo e Gran Turismo disputata sulla Nordschleife del circuito Nürburgring e ispirata dalle famose 24 Ore di Le Mans e 24 Ore di Spa.
È stata introdotta nel 1970 dall'ADAC come alternativa per piloti dilettanti e vetture di produzione rispetto alla 1000 km del Nürburgring che invece è riservata ai piloti professionisti e ai prototipi.
Attualmente la conformazione del tracciato sul quale si disputa la 24 Ore del Nürburgring comprende la Nordschleife e, attraverso l'uso di due raccordi che la collegano a quest'ultima, una buona parte della pista GP (della quale vengono sfruttati i box e tutto il tracciato a esclusione della porzione della Mercedes Arena), per un totale di 25,378 km di lunghezza.

## Record

### Piloti plurivincitori
| Vittorie | Piloti               | Anno                         |
| -------- | -------------------- | ---------------------------- |
| 5        | Pedro Lamy           | 2001, 2002, 2004, 2005, 2010 |
| 5        | Marcel Tiemann       | 2003, 2006, 2007, 2008, 2009 |
| 5        | Timo Bernhard        | 2006, 2007, 2008, 2009, 2011 |
| 4        | Fritz Müller         | 1976, 1977, 1978, 1981       |
| 4        | Marc Duez            | 1992, 1995, 1998, 1999       |
| 4        | Peter Zakowski       | 1997, 1999, 2001, 2002       |
| 4        | Marc Lieb            | 2007, 2008, 2009, 2011       |
| 4        | Romain Dumas         | 2007, 2008, 2009, 2011       |
| 3        | Herbert Hechler      | 1976, 1977, 1978             |
| 3        | Klaus Ludwig         | 1982, 1987, 1999             |
| 3        | Hans-Joachim Stuck   | 1970, 1998, 2004             |
| 3        | Markus Winkelhock    | 2012, 2014, 2017             |
| 3        | Kelvin van der Linde | 2017, 2022, 2025             |
| 2        | Gerold Pankl         | 1971, 1972                   |
| 2        | Dieter Gartmann      | 1981, 1982                   |
| 2        | Axel Felder          | 1984, 1985                   |
| 2        | Winfried Vogt        | 1979, 1986                   |
| 2        | Klaus Niedzwiedz     | 1982, 1987                   |
| 2        | Joachim Winkelhock   | 1990, 1991                   |
| 2        | Frank Katthöfer      | 1993, 1994                   |
| 2        | Roberto Ravaglia     | 1989, 1995                   |
| 2        | Johannes Scheid      | 1996, 1997                   |
| 2        | Sabine Reck          | 1996, 1997                   |
| 2        | Hans-Jürgen Tiemann  | 1997, 1999                   |
| 2        | Altfrid Heger        | 1990, 2000                   |
| 2        | Michael Bartels      | 2000, 2001                   |
| 2        | Uwe Alzen            | 2000, 2010                   |
| 2        | Jörg Müller          | 2004, 2010                   |
| 2        | Lucas Luhr           | 2006, 2011                   |
| 2        | Christopher Haase    | 2012, 2014                   |
| 2        | Bernd Schneider      | 2013, 2016                   |
| 2        | Christopher Mies     | 2015, 2017                   |
| 2        | Frank Stippler       | 2012, 2019                   |
| 2        | Dries Vanthoor       | 2019, 2022                   |
| 2        | Frédéric Vervisch    | 2019, 2022                   |
| 2        | Augusto Farfus       | 2010, 2025                   |

### Vittorie costruttori
| Vittorie | Costruttore | Anno                                                                    |
| -------- | ----------- | ----------------------------------------------------------------------- |
| 21       | BMW         | 1970-1973, 1984-1986, 1989-1992, 1994-1998, 2004-2005, 2010, 2020, 2025 |
| 13       | Porsche     | 1976-1978, 1988, 1993, 2000, 2006-2009, 2011, 2018, 2021                |
| 7        | Audi        | 2012, 2014-2015, 2017, 2019, 2022, 2024                                 |
| 5        | Ford        | 1979-1982, 1987                                                         |
| 3        | Chrysler    | 1999, 2001-2002                                                         |
| 2        | Mercedes    | 2013, 2016                                                              |
| 1        | Opel        | 2003                                                                    |
| 1        | Ferrari     | 2023                                                                    |

## Vincitori
| Anno | Piloti                                                                     | Auto                                       | Team                                       | Giri                                       | Note |
| ---- | -------------------------------------------------------------------------- | ------------------------------------------ | ------------------------------------------ | ------------------------------------------ | --- |
| 2025 | Augusto Farfus Jesse Krohn Raffaele Marciello Kelvin van der Linde         | BMW M4 GT3                                 | Rowe Racing                                | 141                                        | Circa 2 ore di interruzione a causa di mancanza di corrente. |
| 2024 | Ricardo Feller Dennis Marschall Christopher Mies Frank Stippler            | Audi R8 LMS Evo II                         | Scherer Sport PHX                          | 50                                         | Nuovo record di distanza più breve, dovuto alla nebbia notturna che ha causato una bandiera rossa alle 23:33, per 7 ore e 23 minuti di gara. La gara è ripartita al mattino per soli 5 giri dietro alla safety car per poi essere definitivamente annullata. 7ª vittoria assoluta per Phoenix Racing, eguagliando il record di Manthey. |
| 2023 | Earl Bamber Nicky Catsburg Felipe Fernandez Laser David Pittard            | Ferrari 296 GT3                            | Frikadelli Racing                          | 162                                        | Prima vittoria di sempre per una Ferrari. Nuovo record di distanza. |
| 2022 | Robin Frijns Kelvin van der Linde Dries Vanthoor Frédéric Vervisch         | Audi R8 LMS Evo II                         | Phoenix Racing                             | 159                                        | Sesta vittoria per Audi. |
| 2021 | Matteo Cairoli Michael Christensen Kévin Estre                             | Porsche 911 GT3 R                          | Manthey Racing                             | 59                                         | Nuovo record di distanza più breve causato da forti piogge seguite da nebbia notturna con conseguente riduzione della gara a 10 ore. |
| 2020 | Nick Catsburg Alexander Sims Nick Yelloly                                  | BMW M6 GT3                                 | Rowe Racing                                | 85                                         | Bandiera rossa dopo 7 ore e 4 minuti di gara (39 giri) a causa di forti piogge e nebbia, poi sospesa durante la notte per 9h 45 min. La gara è ripresa a 7 ore e 11 minuti dalla fine. |
| 2019 | Pierre Kaffer Frank Stippler Dries Vanthoor Frédéric Vervisch              | Audi R8 LMS Evo                            | Phoenix Racing                             | 157                                        | |
| 2018 | Nick Tandy Frédéric Makowiecki Patrick Pilet Richard Lietz                 | Porsche 911 GT3 R                          | Manthey Racing                             | 135                                        | Corsi 135 giri. Bandiera rossa per due ore la domenica mattina per pioggia e nebbia. |
| 2017 | Connor De Philippi Christopher Mies Markus Winkelhock Kelvin van der Linde | Audi R8 LMS                                | Land Motorsport                            | 158                                        | Pioggia nell'ultima ora di gara. 4ª vittoria per Audi. |
| 2016 | Maro Engel Bernd Schneider Adam Christodoulou Manuel Metzger               | Mercedes-Benz AMG GT3                      | Black Flacon                               | 134                                        | Bandiera rossa nella fase iniziale per 4 ore a causa di forte pioggia, neve e grandine |
| 2015 | Nico Müller Edward Sandström Laurens Vanthoor Christopher Mies             | Audi R8 LMS                                | Team WRT                                   | 156                                        | |
| 2014 | Christopher Haase René Rast Markus Winkelhock Christian Mamerow            | Audi R8 LMS ultra                          | Sport Team Phoenix                         | 159                                        | |
| 2013 | Bernd Schneider Jeroen Bleekemolen Sean Edwards Nicki Thiim                | Mercedes-Benz SLS AMG GT3                  | Black Falcon                               |                                            | 1ª vittoria per una Mercedes-Benz |
| 2012 | Marc Basseng Christopher Haase Frank Stippler Markus Winkelhock            | Audi R8 LMS                                | Sport Team Phoenix                         | 155                                        | |
| 2011 | Marc Lieb Timo Bernhard Romain Dumas Lucas Luhr                            | Porsche 997 GT3 RS-RSR                     | Manthey Racing                             | 156                                        | 5ª vittoria per Timo Bernhard, 5ª per Manthey |
| 2010 | Jörg Müller Augusto Farfus Uwe Alzen Pedro Lamy                            | BMW M3 GT2                                 | BMW Motorsport (Schnitzer Motorsport)      | 154                                        | 5ª vittoria per Lamy |
| 2009 | Marc Lieb Timo Bernhard Romain Dumas Marcel Tiemann                        | Porsche 997 GT3 RS-RSR                     | Manthey Racing                             | 155                                        | 5ª vittoria per Tiemann, 4ª per Manthey |
| 2008 | Marc Lieb Timo Bernhard Romain Dumas Marcel Tiemann                        | Porsche 997 GT3 RS-RSR                     | Manthey Racing                             | 148                                        | Il vincitore è arrivato da 1 giro in meno fino a quasi due giri avanti per la vittoria. |
| 2007 | Marc Lieb Timo Bernhard Romain Dumas Marcel Tiemann                        | Porsche 997 GT3 RS-RSR                     | Manthey Racing                             | 112                                        | corsa interrotta per 6 ore per nebbia |
| 2006 | Lucas Luhr Timo Bernhard Mike Rockenfeller Marcel Tiemann                  | Porsche 996 GT3-MR                         | Manthey Racing                             |                                            | Ufficialmente un ingresso privato, supportato da Porsche con i conducenti. |
| 2005 | Pedro Lamy Boris Said Duncan Huisman Andy Priaulx                          | BMW M3 GTR                                 | BMW Motorsport (Schnitzer Motorsport)      |                                            | Gara finale per la M3 GTR V8. |
| 2004 | Dirk Müller Jörg Müller Hans-Joachim Stuck Pedro Lamy                      | BMW M3 GTR                                 | BMW Motorsport (Schnitzer Motorsport)      |                                            | BMW prevale contro ABT-Audi in condizioni meteorologiche mutevoli. |
| 2003 | Manuel Reuter Timo Scheider Marcel Tiemann                                 | Opel Astra V8 Coupé                        | Phoenix Racing OPC Team Phoenix            |                                            | Tre fabbriche immettono auto da corsa con motore V8: Audi, BMW, Opel. Porsche turbocompresse di Manthey e Alzen. |
| 2002 | Peter Zakowski Robert Lechner Pedro Lamy                                   | Chrysler Viper GTS-R                       | Zakspeed                                   |                                            | |
| 2001 | Peter Zakowski Michael Bartels Pedro Lamy                                  | Chrysler Viper GTS-R                       | Zakspeed                                   |                                            | |
| 2000 | Bernd Mayländer Michael Bartels Uwe Alzen Altfrid Heger                    | Porsche 911 GT3-R                          | Porsche Zentrum Koblenz                    |                                            | Lo sforzo Porsche sostenuto dalla fabbrica batte una Viper molto pesante e, con 145 giri, il vecchio record di distanza del 1990. |
| 1999 | Peter Zakowski Hans-Jürgen Tiemann Klaus Ludwig Marc Duez                  | Chrysler Viper GTS-R                       | Zakspeed                                   |                                            | Ritorno di auto potenti, con Viper a dominare la stagione. Nessuna delle nuove Porsche 996 GT3 raffreddate ad acqua è ancora iscritta. |
| 1998 | Marc Duez Andreas Bovensiepen Christian Menzel Hans-Joachim Stuck          | BMW 320d                                   | Schnitzer Motorsport                       |                                            | Prima vittoria Diesel in una grande gara di 24 ore. Dopo 28 anni, una seconda vittoria per Stuck, il primo vincitore. |
| 1997 | Johannes Scheid Sabine Reck Hans-Jürgen Tiemann Peter Zakowski             | BMW M3 E36                                 | Scheid Motorsport                          |                                            | |
| 1996 | Johannes Scheid Sabine Reck Hans Widmann                                   | BMW M3 E36                                 | Scheid Motorsport                          |                                            | Prima vittoria per una pilota femminile. |
| 1995 | Roberto Ravaglia Marc Duez Alexander Burgstaller                           | BMW 320i                                   | Team Bigazzi                               |                                            | |
| 1994 | Karl-Heinz Wlazik Frank Katthöfer Fred Rosterg                             | BMW M3                                     |                                            |                                            | |
| 1993 | "Tonico de Azevedo" Franz Konrad Örnulf Wirdheim Frank Katthöfer           | Porsche 911 Carrera                        | Konrad Motorsport                          |                                            | |
| 1992 | Johnny Cecotto Christian Danner Jean-Michel Martin Marc Duez               | BMW M3 Evo. 2                              | Team Bigazzi                               |                                            | corsa interrotta per ore causa nebbia |
| 1991 | Joachim Winkelhock Kris Nissen Armin Hahne                                 | BMW M3 Evo. 2                              | Schnitzer Motorsport                       |                                            | |
| 1990 | Altfrid Heger Joachim Winkelhock Frank Schmickler                          | BMW M3 Evo. 2                              | Linder Motorsport                          | 144                                        | |
| 1989 | Emanuele Pirro Roberto Ravaglia Fabien Giroix                              | BMW M3                                     | Team Bigazzi                               |                                            | |
| 1988 | Edgar Dören Gerhard Holup Peter Faubel                                     | Porsche 911 Carrera                        | Doren                                      |                                            | La Porsche corsara del '74 batte le moderne Ford turbocompresse supportate dalla fabbrica |
| 1987 | Klaus Ludwig Klaus Niedzwiedz Steve Soper                                  | Ford Sierra Cosworth                       | Eggenberger                                |                                            | Prima vittoria di un'auto turbo. |
| 1986 | Markus Oestreich Otto Rensing Winfried Vogt                                | BMW 325i                                   | Auto Budde Team                            |                                            | |
| 1985 | Axel Felder Jürgen Hammelmann Robert Walterscheid-Müller                   | BMW 635 CSi                                | Auto Budde Team                            |                                            | |
| 1984 | Axel Felder Franz-Josef Bröhling Peter Oberndorfer                         | BMW 635 CSi                                | Auto Budde Team                            |                                            | |
| 1983 | Non disputata causa lavori di costruzione.                                 | Non disputata causa lavori di costruzione. | Non disputata causa lavori di costruzione. | Non disputata causa lavori di costruzione. | Non disputata causa lavori di costruzione. |
| 1982 | Dieter Gartmann Klaus Ludwig Klaus Niedzwiedz                              | Ford Capri                                 | Eichberg Racing                            |                                            | |
| 1981 | Helmut Döring Dieter Gartmann Fritz Müller                                 | Ford Capri                                 | Gilden-Kölsch                              |                                            | |
| 1980 | Dieter Selzer Wolfgang Wolf Matthias Schneider                             | Ford Escort RS 2000                        | Berkenkamp Racing                          |                                            | |
| 1979 | Herbert Kummle Karl Mauer Winfried Vogt                                    | Ford Escort                                | Cavallo Matras                             |                                            | |
| 1978 | Fritz Müller Herbert Hechler Franz Geschwendtner                           | Porsche 911 Carrera                        | Valvoline Deutschland                      |                                            | |
| 1977 | Fritz Müller Herbert Hechler                                               | Porsche 911 Carrera                        |                                            |                                            | |
| 1976 | Fritz Müller Herbert Hechler Karl-Heinz Quirin                             | Porsche 911 Carrera                        |                                            |                                            | |
| 1975 | Non disputata causa crisi petrolifera                                      | Non disputata causa crisi petrolifera      | Non disputata causa crisi petrolifera      | Non disputata causa crisi petrolifera      | Non disputata causa crisi petrolifera |
| 1974 | Non disputata causa crisi petrolifera                                      | Non disputata causa crisi petrolifera      | Non disputata causa crisi petrolifera      | Non disputata causa crisi petrolifera      | Non disputata causa crisi petrolifera |
| 1973 | Niki Lauda Hans-Peter Joisten                                              | BMW 3.0 CSL                                | Alpina                                     |                                            | gara disputata in due manche da 8 ore ciascuna |
| 1972 | Helmut Kelleners Gerold Pankl                                              | BMW 2800 CS                                | Alpina                                     |                                            | |
| 1971 | Ferfried Prinz von Hohenzollern Gerold Pankl;                              | BMW 2002                                   | Alpina                                     |                                            | |
| 1970 | Hans-Joachim Stuck Clemens Schickentanz                                    | BMW 2002 TI                                | Hans-Peter Koepchen BMW Tuning             |                                            | |